# 브레멘 공항

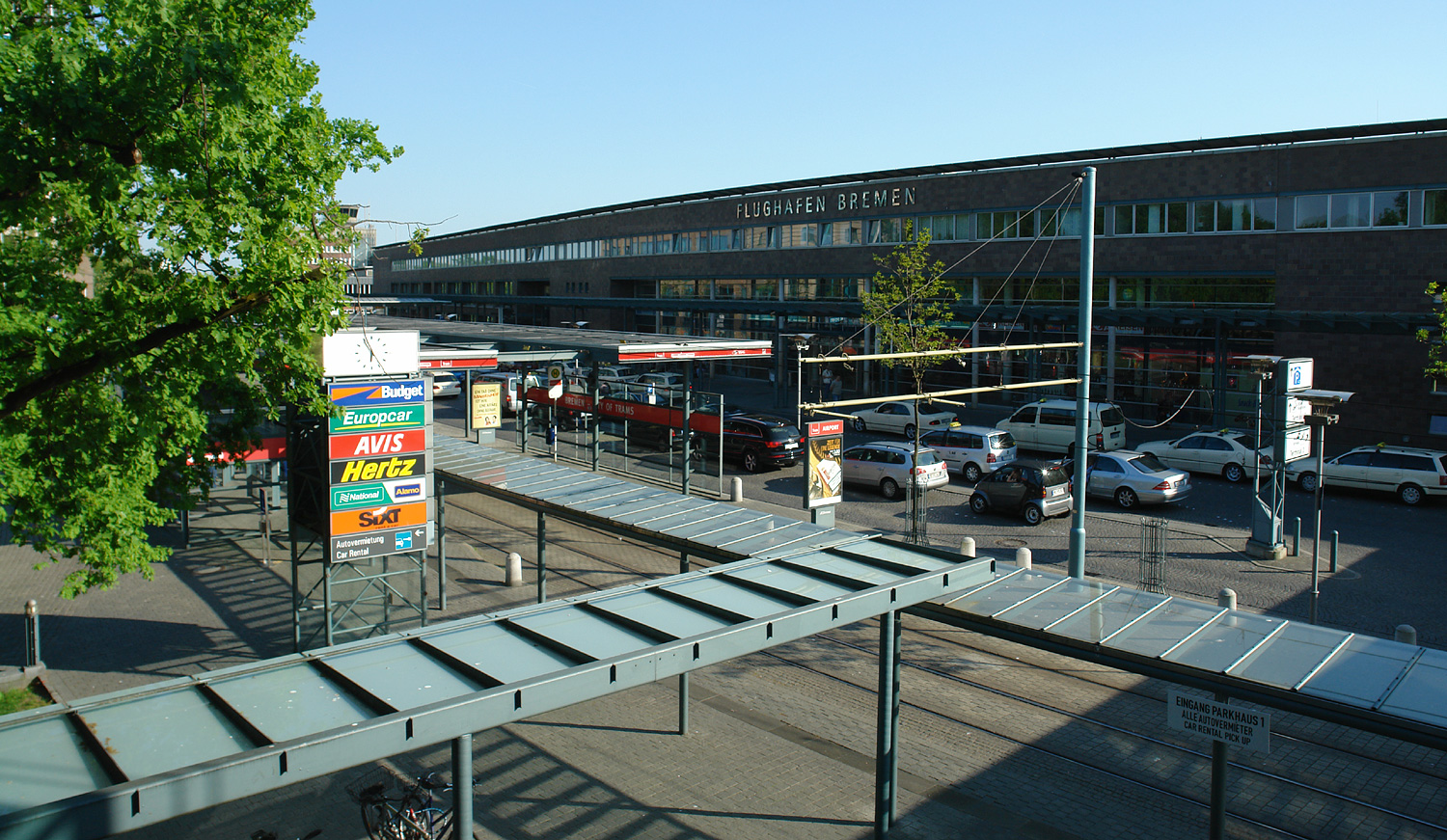

브레멘 공항(Bremen Airport, 독일어: Flughafen Breme, IATA: BRE, ICAO: EDDW)은 독일 서부 브레멘의 브레멘주의 국제 공항이다. 도시에서 남쪽으로 3.5킬로미터 지점에 위치해 있으며 2015년에 2,660,000명의 승객을 수용하였다. 유럽 도시권과 휴양지로 향하는 비행편을 주로 제공한다.
이 공항의 시작은 20세기 초로 거슬러 올라간다. 제1차 세계 대전 중에 이 공항은 군사용으로 쓰이게 되면서 민간인용 운행은 중단되었다. 전후 이 공항은 1920년 7월 18일 다시 개항하였다.

## 통계
|             | 승객      | 이동   | 화물 (단위: 톤) |
| ----------- | --------- | ------ | --------------- |
| 2000        | 1,918,064 | –      | –               |
| 2008        | 2,486,337 | 46,876 | 723             |
| 2009        | 2,448,851 | 43,650 | 731             |
| 2010        | 2,676,297 | 46,409 | 539             |
| 2011        | 2,560,023 | 45,412 | 612             |
| 2012        | 2,447,007 | 44,737 | 643             |
| 2013        | 2,612,627 | 44,263 | 567             |
| 2014        | 2.773.129 | 45.987 | 721             |
| 2015        | 2.660.754 | 42.263 | 608             |
| 2016        | 2.573.501 | 40.687 | 731             |
| 2017        | 2,540,084 | 37.233 | 647             |
| 2018        | 2.561.535 | -      | -               |
| 2019        | 2.308.338 | -      | -               |
| Source: ADV |           |        |                 |

## 같이 보기
- 독일의 대중교통